# Ходосов, Николай Яковлевич
Николай Яковлевич Ходосов (27 декабря 1913 — 1984) — командир взвода пешей разведки 29-го гвардейского стрелкового полка 12-й гвардейской стрелковой дивизии 61-й армии Центрального фронта, гвардии старшина. Герой Советского Союза.

## Биография
Родился 14 (27) декабря 1913 года в станице Бесленеевская (ныне — Мостовский район Краснодарского края.
В Красную Армию призван в 1937 году. Участник Великой Отечественной войны с июня 1941 года. Оборонял города Одессу, Севастополь, Сталинград, освобождал Украину, Белоруссию, Прибалтику, Польшу, на заключительном этапе войны участвовал в Берлинской наступательной операции.
Указом Президиума Верховного Совета СССР от 24 марта 1945 года за образцовое выполнение боевых заданий командования и проявленные при этом мужество и героизм гвардии старшине Ходосову Николаю Яковлевичу присвоено звание Героя Советского Союза с вручением ордена Ленина и медали «Золотая Звезда».
После войны отважный фронтовой разведчик демобилизован.
Жил в городе Сухуми. Скончался в мае 1984 года, похоронен на Лечкопском кладбище Сухуми.